# 硫化氫
硫化氫是无机化合物，化學式為H2S。正常是無色、易燃的酸性氣體，也是一种氧族元素的氢化物。硫化氢是急性劇毒物质，具有臭鸡蛋味，吸入少量高濃度硫化氫可於短時間內致命。低濃度的硫化氫對眼、呼吸系統及中樞神經都有影響。它有毒，有腐蚀性，还可以被燃烧。
硫化氢通常由有机物在无氧气的原核生物分解的情况下产生，例如在沼泽和下水道中；此过程通常称为厌氧消化，该过程通过还原硫酸盐的微生物完成。H
2S也存在于火山气体，天然气和井水的一些来源中。人体会产生少量的H
2S，用于细胞信号传送。
瑞典化学家卡尔·威廉·舍勒因在1777年发现了硫化氢的化学成分而受到赞誉。

## 分佈
硫化氫自然存在於原油、天然氣、火山氣體和溫泉之中。少量的硫化氫在原油中、但天然氣可以包含高達90％硫化氫；也可以在細菌於缺氧狀態下分解有機物的過程中產生，或者是一部分的腐敗海藻中常見。人體釋放出的屁含有極小量（少於屁成分的1%）的硫化氫。

## 制备
硫化氢一般是由分离酸气而成，也就是有大量H
2S的天然气。它也可以由氢和液体的硫在450°C下化合而成。碳氢化合物可以作为反应中氢的来源。
实验室一般使用
{\displaystyle \mathrm {FeS+2HCl\longrightarrow FeCl_{2}+H_{2}S} }
来制取硫化氢。
也可以用
{\displaystyle \mathrm {FeS+H_{2}SO_{4}\longrightarrow FeSO_{4}+H_{2}S} }
但还有一个更加简单的方法，硫化铝（白色）的水解：
{\displaystyle \mathrm {6H_{2}O+Al_{2}S_{3}=3H_{2}S+2Al(OH)_{3}} }
此方法是利用了活泼金属（碱金属除外）硫化物的水解。硒化铝（灰色）和碲化铝（暗灰色）也能和水迅速反应，生成硒化氢和碲化氢。大部分金属和非金属的硫化物，如：硫化铝、五硫化二磷、二硫化硅遇水都会形成硫化氢。

## 性质

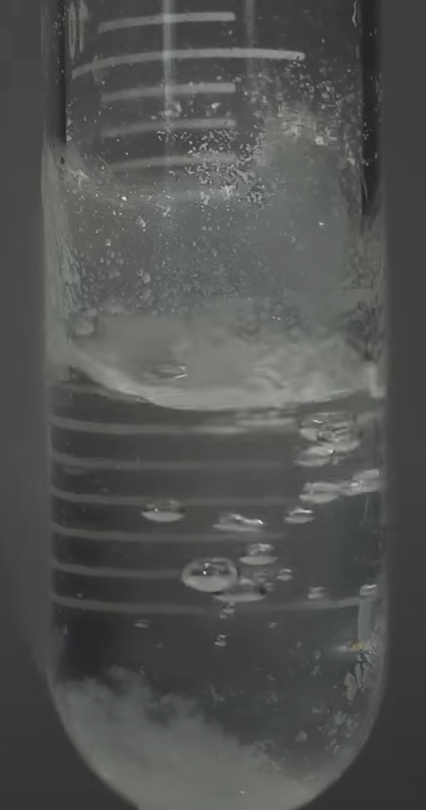
液体硫化氢

### 物理性質
2015年，物理學者發現，硫化氫在溫度203 K（-70°C）、極度高壓的環境下(至少150GPa，也就是約150萬標準大氣壓）會發生超導相變。

### 化學性質
硫化氢比同族的水不稳定，加热高于700K时即发生分解。
硫化氫比空氣稍重，硫化氫和空氣的混合物极易爆炸。硫化氫和氧氣燃燒會產生藍色火焰，形成二氧化硫和水。在一般化学反应里，硫化氫是一种還原劑，如硫化氫可與二氧化硫反應形成單質硫和水。
{\displaystyle {\rm {SO_{2}+2H_{2}S{=\!=\!=\!=}3S+2H_{2}O}}}
硫化氢和二氧化硫即使在液态也会迅速反应。
硫化氫可微溶於水，形成弱酸，称为“氢硫酸”。其水溶液包含了氢硫酸根HS-（在摄氏18度、浓度为0.01-0.1摩/公升的溶液里，pKa=6.9）和离子硫S2-（pKa = 11.96）。一开始清澈的氢硫酸置放一段时间后会变得混浊，这是因为氢硫酸会和溶解在水中的氧起缓慢的反应，产生不溶于水的单质硫。
硫化氢和金属离子接触会形成硫化金屬，硫化金屬往往是深暗色的。用於檢測硫化氫的醋酸鉛紙和硫化氢的气体接触时会產生灰色的硫化鉛（II）。硫化金屬與強酸反應时则会释放出硫化氫。
此外，氣態硫化氫和濃硝酸或任何强氧化剂接觸时會发生爆炸。與醇反應则形成硫醇。
{\displaystyle {\rm {6HNO_{3}+H_{2}S{=\!=\!=\!=}SO_{2}\uparrow +6NO_{2}\uparrow +4H_{2}O}}}
硫化氫是酸性的，它與鹼及一些金屬（如銀）有化學反應。例如：硫化氫和銀接觸後，會產生黑褐色的硫化銀，如果氧气存在反应趋势更大：
{\displaystyle {\rm {H_{2}S+2Ag{=\!=\!=\!=}Ag_{2}S+H_{2}\uparrow }}}
该反应能够进行的原因是硫化银的生成自由能负值很大，增大了正方向反应的趋势。

## 安全
硫化氫是劇毒及易爆氣體。硫化氢也是易燃的（爆炸极限，4.3–46%）。它比空气重，容易积聚在通风不良的空间底部。虽然起初很刺鼻（闻起来像臭鸡蛋），它会迅速麻痹嗅觉，因此受害者意识到它的存在时就为时已晚。为了安全处理硫化氢，人们应参考硫化氢的安全数据表。

### 硫化氫相對濃度危險度
| 濃度（单位：ppm） | 反應                                                                         |
| ----------------- | ---------------------------------------------------------------------------- |
| 0.00047           | 气味阈值，指的是50％的人类可以嗅到气味但无法识别是什么的点。                 |
| 0.41              | 嗅到難聞的氣味                                                               |
| 10                | 硫化氢的REL（建议暴露极限），由NIOSH，也就是美国国家职业安全卫生研究所制定。 |
| 10 – 20           | 可刺激眼睛的临界浓度。                                                       |
| 20                | OSHA设定的可接受最高浓度                                                     |
| 50                | 可接受的最大浓度（持续8小时，最大持续时间为10分钟）                          |
| 50 - 100          | 氣管刺激、結膜炎 伤害眼睛                                                    |
| 100 – 150         | 呼吸几次后，嗅神经瘫痪，嗅觉消失，而且常常伴随着意识的危险。                 |
| 100 - 200         | 嗅覺麻痺                                                                     |
| 200 - 300         | 一小時內急性中毒                                                             |
| 320 – 530         | 会导致肺水肿，可能会死                                                       |
| 600               | 一小時內死亡                                                                 |
| 530 – 1000        | 会强烈刺激中枢神经系统并加快呼吸，导致呼吸困难。                             |
| 800               | 五分钟暴露于这种浓度的人类有一半会死亡                                       |
| >1000（>0.1%）    | 立即丧失呼吸功能，即使是单次呼吸也是如此。                                   |

### 自杀
通过混合某些家用成分产生的硫化氢气体于2008年在日本因自杀风潮而使用。这波风潮促使东京自杀预防中心的工作人员在黄金週期间设立了专门的热线，因为他们在5月的年度假期期间接到了更多来自想自杀的人的电话。
截至2010年，这种现象已在美国许多城市中发生，提醒那些到达自杀现场的人。这些第一批接近自杀者的人们，例如紧急服务人员或家庭成员，有可能因吸入硫化氢气体或被火烧而死亡或受伤。地方政府还发起了运动来预防此类自杀。

## 扩展阅读
- Committee on Medical and Biological Effects of Environmental Pollutants. . Baltimore: University Park Press. 1979. ISBN 978-0-8391-0127-7.
- Siefers, Andrea.  (MS论文). Iowa State University. 2010  [8 February 2013]. （原始内容存档于2021-04-17）.